# Анютина дорога
«Анютина дорога» (рос. «Анютина дорога») — білоруський радянський художній фільм 1967 року режисера Льва Голуба.

## Сюжет
1918 рік. Дорогою з голодуючої Москви до села маленька Анюта відстає від матері на одній зі станцій. Потрапивши на хутір білоруського кулака, дівчинка стає мимовільним учасником класової боротьби в селі.

## У ролях
- Світлана Коростеліна
- Наталія Чемодурова
- Геннадій Юхтін
- Оля Коршун
- Федір Шмаков
- Володимир Ємельянов
- Анатолій Солоніцин
- Євген Полосин
- Валентина Кравченко
- Анатолій Обухов

## Творча група
- Сценарій: Кастусь Губаревич
- Режисер: Лев Голуб
- Оператор: Юрій Цвєтков
- Композитор: Дмитро Камінський